# Westfalenbus

Altes Logo der Westfalen Bus GmbH

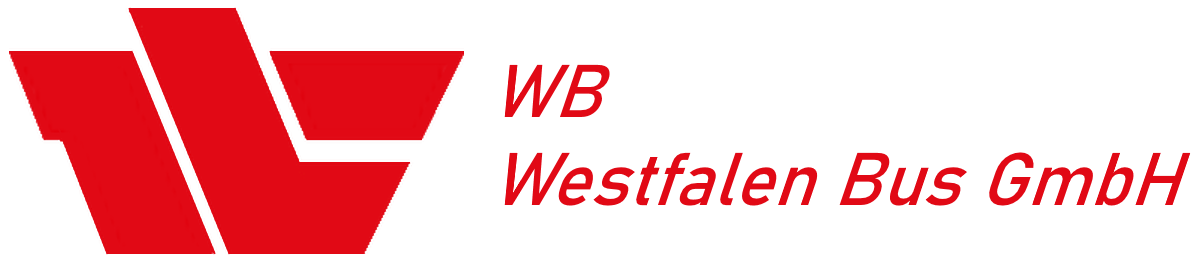
Historisches Logo von WB Westfalen Bus

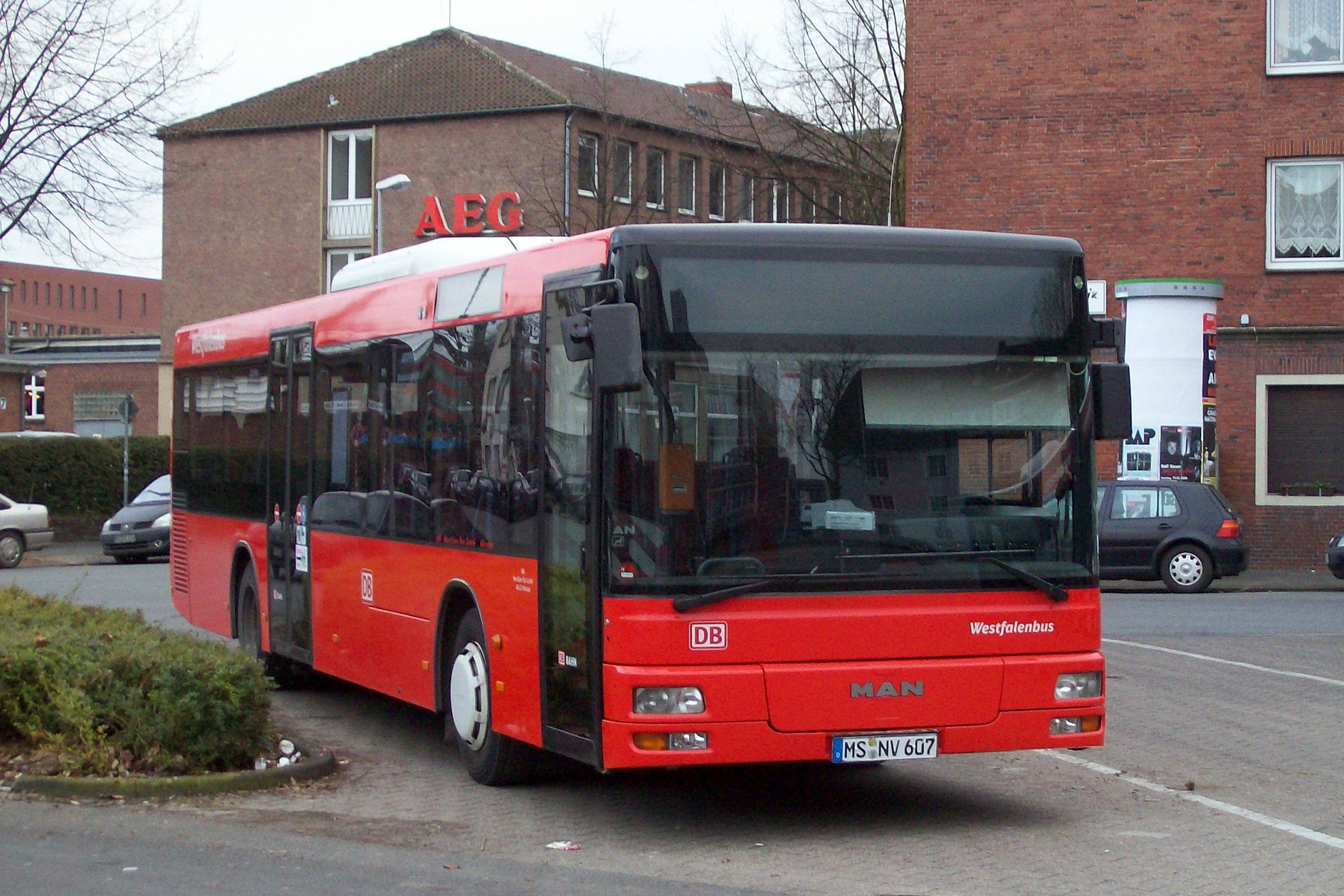
MAN mit roter Lackierung auf dem münsterschen Pausenplatz

Die WB Westfalen Bus GmbH (kurz WB) ist ein Busverkehrsunternehmen mit Sitz in Münster.
Zusammen mit ihren Schwestergesellschaften BVR Busverkehr Rheinland GmbH und BVO Busverkehr Ostwestfalen GmbH betreibt die WB Westfalen Bus GmbH unter der Dachgesellschaft DB Regio Bus NRW als Tochter der DB Regio AG in Nordrhein-Westfalen Stadt- und Regionalbusverkehre sowie Schienenersatzverkehre im Auftrag bzw. unter Konzessionierung der Kreise und kreisfreien Städte. Der Geschäftsbereich des Unternehmens befindet sich in den Kreisen Borken, Steinfurt, Coesfeld, Warendorf, Unna, Soest, Olpe, Siegen-Wittgenstein, dem Hochsauerlandkreis und dem Märkischen Kreis sowie den Städten Münster und Hamm.
Beim Betrieb seiner Linien greift das Unternehmen auf eine Vielzahl von Subunternehmen, zumeist kleine private Reisebusunternehmen, zurück, die mit eigenen Bussen und Personal einen Teil der Umläufe betreiben. Bei der Wartung der Fahrzeugflotte werden neben eigenen Betriebshöfen auch Kooperationen mit weiteren Verkehrsunternehmen wie beispielsweise den Töchtern der Westfälische Verkehrsgesellschaft mbH genutzt.

## Betriebshof und Abstellplätze
Ein Betriebshof befindet sich auf dem Hof der Stadtwerke Münster an der Rösnerstraße. Auch werden dort jene Fahrzeuge abgestellt, die im Bereich Münster und Umgebung verkehren. Aufgrund des großen Einzugsgebiets werden die Fahrzeuge außerdem in Schwerte, Bocholt, Borken, Warendorf, Burgsteinfurt, Vreden und an anderen Bahnhöfen abgestellt.
Ein weiterer Betriebshof mit Werkstatt befindet sich auf dem Gelände des Bahnbetriebswerkes in Lennestadt-Altenhundem.

## Geschichte

### Die Anfänge
Die Anfänge des Busverkehrs in Westfalen gehen bis an das Ende des 19. Jahrhunderts zurück. Insbesondere die ab 1905 verkehrenden Postbusse der Reichspost sorgten für einen Aufschwung des Personenverkehrs; ab den 1920er Jahren bedienten sie viele Orte in der damaligen Provinz Westfalen. Ab 1927 wurden von der Reichsbahn zusätzlich Schnellbusse auf den Autobahnen eingesetzt.

### Verschmelzung von Postreisedienst und Bahnbus
In den 1970er Jahren gab es vermehrt Diskussionen, die bislang unabhängig voneinander operierenden Busdienste von Bahn und Post zu verschmelzen. Nachdem entschieden wurde, dass die Deutsche Bundesbahn die besseren Voraussetzungen für einen gemeinsamen Bundesbusdienst bot, kam es in den Jahren 1982 und 1983 zur Gründung der eigenständigen Geschäftsbereiche Bahnbus (GBB). Der Geschäftsbereich Bahnbus Westfalen wurde als eine von vier Pilotregionen ausgewählt; der Sitz befand sich in Münster.

### WB Westfalen Bus GmbH
Gegen Ende der 1980er und Anfang der 1990er Jahre wurden die bislang öffentlich-rechtlichen Unternehmen in eine handelsrechtliche Unternehmensform umgewandelt. Nachdem sich dieser Schritt bei den Pilotbetrieben Autokraft, Regionalverkehr Hannover, Regionalverkehr Köln und Regionalverkehr Oberbayern bewährt hatte, sollte diese Umwandlung auch für die anderen Geschäftsbereiche Bahnbus durchgeführt werden. Die Umwandlung des Geschäftsbereichs Bahnbus Westfalen und die Umbenennung in WB Westfalen Bus GmbH erfolgte am 1. Oktober 1989. Aus finanziellen Erwägungen folgte die Gründung weiterer Tochterunternehmen wie zum Beispiel der BRS Busverkehr Ruhr-Sieg GmbH.
WB und BRS treten am Markt unter dem gemeinsamen Namen DB Bahn Westfalenbus auf, seit 2016 unter DB Westfalenbus. 2017 wurde der Ableger Busverkehr Ruhr-Sieg mit Westfalenbus verschmolzen.
Ab 2013 verlor das Unternehmen mehrere Linienbündel im Kreis Warendorf an die Verkehrsgesellschaft Breitenbach. Im Jahr 2016 hat das Unternehmen die Konzession für das Linienbündel Soest West an die Verkehrsgesellschaft Breitenbach verloren.
Ab 2017 erhielten die Verkehrsbetriebe Westfalen-Süd die Konzessionen für fünf Linienbündel in den Kreisen Siegen-Wittgenstein und Olpe. Darunter auch Linien, die zuvor von DB Westfalenbus betrieben wurden. Einige Linien betrieb das Unternehmen im Unterauftrag der VWS bis 2023 weiter. Ab September 2022 konnte sich das Unternehmen wieder den Betrieb einer Linie in beiden Kreisen im Rahmen einer Ausschreibung sichern. Die 2018 eingestellte Linie SB 1 zwischen Siegen und Olpe wird seither wieder betrieben und über das Programm des NWL für regionale Schnellbuslinien gefördert. Das Unternehmen konnte sich in der Ausschreibung gegen drei Mitbewerber durchsetzen und den Auftrag mit zehn Jahren Laufzeit für sich gewinnen. Zum Einsatz kommen Fahrzeuge mit besonderer Ausstattung, die die Förderrichtlinien des NWL erfüllen müssen.
Im September 2023 folgte ein Antrag an die Bezirksregierung Arnsberg, um eine Entbindung der Betriebspflichten für die eigenwirtschaftlichen Linienbündel HSK-West, HSK-Mitte, HSK-Ost, Soest-Mitte und Soest-Ost zum 1. November 2023 erwirken zu können. Begründet wurde diese Entscheidung mit der anhaltenden negativen Entwicklung der Eigenwirtschaftlichkeit. Als Gründe hierfür werden die Auswirkungen der Corona-Pandemie, des Deutschlandtickets, die allgemeine Inflation und gestiegene Energiekosten genannt. Nach Verhandlungen zwischen Hochsauerlandkreis, Westfalenbus und den betroffenen Kommunen soll das Linienbündel HSK-West bis zum Auslaufen des regulären Konzessionszeitraumes bis 2025 fortgesetzt werden. Dabei wurde vereinbart die Linie 335 zwischen Sundern-Hagen und Finnentrop auf Anforderungsverkehr umzustellen. Weitere Angebotsanpassungen konnten aufgrund kritischer Fahrzeiten und Anschlussverlusten nicht vereinbart werden. Zum 1. Juni 2025 ist vorgesehen das Linienbündel per Inhouse-Vergabe an das kommunale Verkehrsunternehmen Regionalverkehr Ruhr-Lippe zu vergeben. Wobei der Hochsauerlandkreis die Möglichkeit hervorgehoben hat, die Verkehre per Unterauftrag weiterhin durch Westfalenbus erbringen zu lassen.
Im Januar 2024 hat Westfalenbus gemeinsam mit Kraftverkehr Menchen den Betrieb des Linienbündels Borken 2 mit der Schnellbuslinie S75 zwischen Bocholt und Münster mit zwei Zubringerlinien von den Stadtwerken Krefeld übernommen. Diese hatte 10 Jahre zuvor den Betrieb von Westfalenbus übernommen. Bis zum Sommer 2024 werden neue Doppeldeckerbusse vom Typ Setra 531 DT für den Betrieb der Linie beschafft.

## Linienbündel

### Schnellbuslinie SB1, Olpe – Siegen
Laufzeit bis 31. August 2032, Dienstleistungsauftrag über Ausschreibung mit NWL Schnellbusförderung
- SB 1 Siegen – Olpe

### HSK-Mitte
Laufzeit bis 15. Dezember 2028 (Antrag zur Entbindung gestellt), Eigenwirtschaftliche Konzession
- S70 Eslohe – Meschede
- S90 Schmallenberg – Meschede
- R69 Schmallenberg – Eslohe
- 345 Eslohe – Schmallenberg
- 367 Freienohl – Eslohe
- 442 Eslohe – Leckmart
- 443 Eslohe – Bremke
- 444 Eslohe – Landenbeck
- 445 Eslohe – Kückelheim
- 464 Schmallenberg – Bad Fredeburg
- 465 Bad Fredeburg – Oberhenneborn
- 466 Schmallenberg – Hundesossen
- 467 Schmallenberg – Bracht
- 468 Berghausen – Ebbinghof
- T73 Meschede – Berlar

### HSK-Ost
Laufzeit bis 21. April 2027 (Antrag zur Entbindung gestellt), Eigenwirtschaftliche Konzession
- S50 Olsberg – Hallenberg
- R44 Hallenberg – Medebach
- R72 Bestwig – Wasserfall
- R74 Bestwig – Brilon
- R75 Meschede – Olsberg
- R91 Brilon – Marsberg
- 349 Wasserfall – Siedlinghausen
- 364 Hallenberg – Braunshausen
- 382 Brilon – Willingen
- 385 Giershagen – Diemelsee
- 397 Marsberg – Bad Arolsen
- 454 Olsberg – Antfeld
- 486 Brilon – Willingen
- 487 Brilon – Alme
- 494 Marsberg – Meerhof
- 496 Marsberg – Fürstenberg
- 497 Marsberg – Udorf

### Soest-Mitte
Laufzeit bis 30. April 2028 (Antrag zur Entbindung gestellt), Eigenwirtschaftliche Konzession
- R49 Bad Sassendorf – Delecke
- T49 Körbecke – Südufer
- T55 Hiddingsen – Körbecke
- R81 Soest – Lohne
- 522 Werl – Welver
- 528 Soest – Dinker
- 532 Soest – Schwefe
- 548 Körbecke – Arnsberg
- S11 Soest – Arnsberg
- 569 Soest – Altengeseke
- 581 Bad Sassendorf – Herringsen
- 583 Soest – Benninghausen
- 685 Ostingshausen – Bad Sassendorf
- 686 Ostingshausen – Bad Sassendorf
- 687 Weslarn – Bad Sassendorf
- 688 Elfsen – Bad Sassendorf

### Soest-Ost
Laufzeit bis 9. Oktober 2029 (Antrag zur Entbindung gestellt), Eigenwirtschaftliche Konzession
- R62 Rüthen – Lippstadt
- R63 Lippstadt – Geseke
- R64 Geseke – Lippstadt
- R76 Warstein – Meschede
- R77 Warstein – Rüthen
- 539 Herlar – Lipperode
- 540 Geseke – Thüle
- 563 Lippstadt – Rebbeke
- 672 Rüthen – Oestereiden
- 673 Rüthen – Oestereiden
- 691 Geseke – Eringerfeld
- 692 Geseke – Bönninghausen

### MK Ost
Laufzeit bis 31. Juli 2028
- 132 Neuenrade – Fröndenberg
- 137 Balve – Eisborn

### MK West
Laufzeit bis 1. Juni 2030, Dienstleistungsauftrag über Ausschreibung
- 55 Lüdenscheid – Wipperfürth
- 134 Lüdenscheid – Radevormwald

### MK Nordwest
Laufzeit bis 31. Dezember 2029
- T30 Hennen – Schwerte

### Unna kleines Bündel
Laufzeit bis 25. Mai 2026
- R70 Fröndenberg – Unna
- R30 Iserlohn – Schwerte
- R50 Hengsen – Schwerte
- R52 Unna – Holzwickede
- 18 Kalthof – Hennen
- 130 Geisecke – Iserlohn
- 160 Fröndenberg – Wickede
- C32 Schwerte – Ergste
- C71 Bahnhof – Mühlenberg
- C72 Fröndenberg – Strickherdicke
- C73 Fröndenberg – Ostbürener Straße
- C74 Fröndenberg – Bentrop
- B1 Bürgerbus Fröndenberg West
- B2 Bürgerbus Fröndenberg Nord
- B3 Bürgerbus Fröndenberg Ost
- B4 Bürgerbus Fröndenberg Süd

### Coesfeld 2b Münster – Dülmen – Coesfeld – Legden – Billerbeck
Laufzeit bis 31. Oktober 2024
- R81 Coesfeld – Burgsteinfurt
- 552 Münster – Dülmen
- 580 Coesfeld – Dülmen
- 582 Coesfeld – Legden

### Warendorf 2 Ahlen – Warendorf
Laufzeit bis 8. Januar 2024
- E/S35 Warendorf – Ahlen
- E/R51 Ahlen – Tönnishäuschen
- 448 Ahlen, August-Wibbelt-Schule – Ahlen-Isendorf, Dorfeld
- 449 Ahlen, Marienschule – Ahlen, Abzw. Im Seebrock
- 458 Ahlen-Dolberg, Lambertischule – Ahlen-Dolberg, Henneberg
- 459 Ahlen, am Handkamp – Ahlen-Dolberg, Post

### Warendorf 7 Warendorf – Ostbevern – Münster
Laufzeit bis 6. Januar 2030
- E/R13 Münster – Ostbevern
- E/R14 Ostbevern – Warendorf
- 399 Ostbevern-Brock – Gymn. St. Mauritz
- 418 Ostbevern, Kirche – Ostbevern, Bf.
- 419 Ostbevern-Brock – Ostbevern
- 420 Ostbevern-Brock – Ostbevern
- T313 Ostbevern – Glandorf

### Warendorf 8 Münster – Telgte – Warendorf – Sassenberg
Laufzeit bis 7. Januar 2032
- R11 Münster – Warendorf
- R15 Warendorf – Glandorf
- 311 Warendorf – Clarholz
- 312 Warendorf – Versmold
- 316 Warendorf – Harsewinkel

### Warendorf 9 Ostbevern – Ladbergen/Lienen
Laufzeit bis 31. Juli 2029
- 320 Lienen – Ostbevern
- 322 Ladbergen – Ostbevern

### Borken 2 Bocholt – Borken – Münster
Laufzeit bis 11. Januar 2032
- S75 Bocholt – Münster
- T75 Velen – Maria-Veen
- C75 Stadtverkehr Rhede

### Borken 5 Bocholt – Ahaus – Coesfeld
Laufzeit bis 6. Januar 2025
- R61 Coesfeld – Vreden
- 774 Ahaus – Schöppingen
- 776 Ahaus – Gescher
- 731 Bocholt  – Vreden
- 761 Coesfeld – Gescher
- 762 Vreden – Stadtlohn

### Borken 7 Borken – Raesfeld
Laufzeit bis 6. Januar 2025
- R21 Borken – Dorsten
- R54 Borken – Südlohn
- 724 Dorsten – Borken
- 721 Borken – Dorsten

### Borken 9 Bocholt – Borken – Coesfeld
Laufzeit bis 6. Januar 2025
- R51 Coesfeld – Bocholt
- 750 Rhede – Bocholt
- 752 Bocholt – Nordbrock
- 751 Gescher – Velen
- 61 Bocholt – Rees

### Borken 12 AST Borken – Raesfeld
- AST Stadtgebiet Borken
- AST Gemeindegebiet Raesfeld

### Borken 13 Stadtverkehr Bocholt
Laufzeit bis 31. Dezember 2028
- C1 Bustreff – Stenern
- C2 Bustreff – Westfälische Hochschule
- C3 Bustreff – Hochfeld
- C4 Bustreff – Biemenhorst
- C5 Bustreff – Feldmark
- C6 Bustreff – Lowick
- C7 Bustreff – Dinxperlo
- C8 Bustreff – Barlo
- T11 Bustreff – Hemden
- T12 Bustreff – Mussum
- C13 Bustreff – Industriepark
- T14 Bustreff – Löverick
- AST Stadtgebiet Bocholt – Dinxperlo

### Borken 14 Bürgerbus Vreden
Laufzeit bis 14. Januar 2025
- B2 Stadtgebiet Vreden
- B3 Stadtgebiet Vreden

### Borken 15 Bürgerbus Rhede
- B4 Stadtgebiet Rhede
- B5 Stadtgebiet Rhede
- B6 Stadtgebiet Rhede

### Borken 16 Bürgerbus Borken
- B8 Stadtgebiet Borken
- B9 Stadtgebiet Borken

### Steinfurt 12 Emsdetten/Greven
Laufzeit bis 31. Dezember 2023
- R75 Burgsteinfurt – Emsdetten
- 176 Greven – Nordwalde

### Steinfurt 13 Altenberge/Steinfurt
Laufzeit bis 30. November 2024
- R73 Münster – Burgsteinfurt
- 178 Borghorst – Altenberge

## Busse
- Ebusco 2.2
- Iveco Crossway Low-Entry
- MAN Lion’s City (Stadt und Überland, verschiedene Längen)
- MAN Lion's Intercity Low-Entry (Stadt und Überland)
- Mercedes Citaro
- Mercedes Sprinter
- Setra S 531 DT
- VDL MidCity